# Šemša
Šemša est un village de Slovaquie situé dans la région de Košice.

## Histoire
Première mention écrite du village en 1280.
La localité fut annexée par la Hongrie après le premier arbitrage de Vienne le 2 novembre 1938. En 1938, on comptait 427 habitants dont Elle faisait partie du district de Košice, en hongrois Kassai járás. Durant la période 1938 -1945, le nom hongrois Semse était d'usage. À la libération, la commune a été réintégrée dans la Tchécoslovaquie reconstituée.

## Démographie

### Évolution de la population
| Année:               | 1994. | 2004.   | 2014.   | 2024.    |
| -------------------- | ----- | ------- | ------- | -------- |
| Nombre de personnes: | 803   | 730     | 786     | 1020     |
| Différence:          |       | -9,09 % | +7,67 % | +29,77 % |

| Année:               | 2023. | 2024.   |
| -------------------- | ----- | ------- |
| Nombre de personnes: | 1012  | 1020    |
| Différence:          |       | +0,79 % |